# یوما (آریزونا)

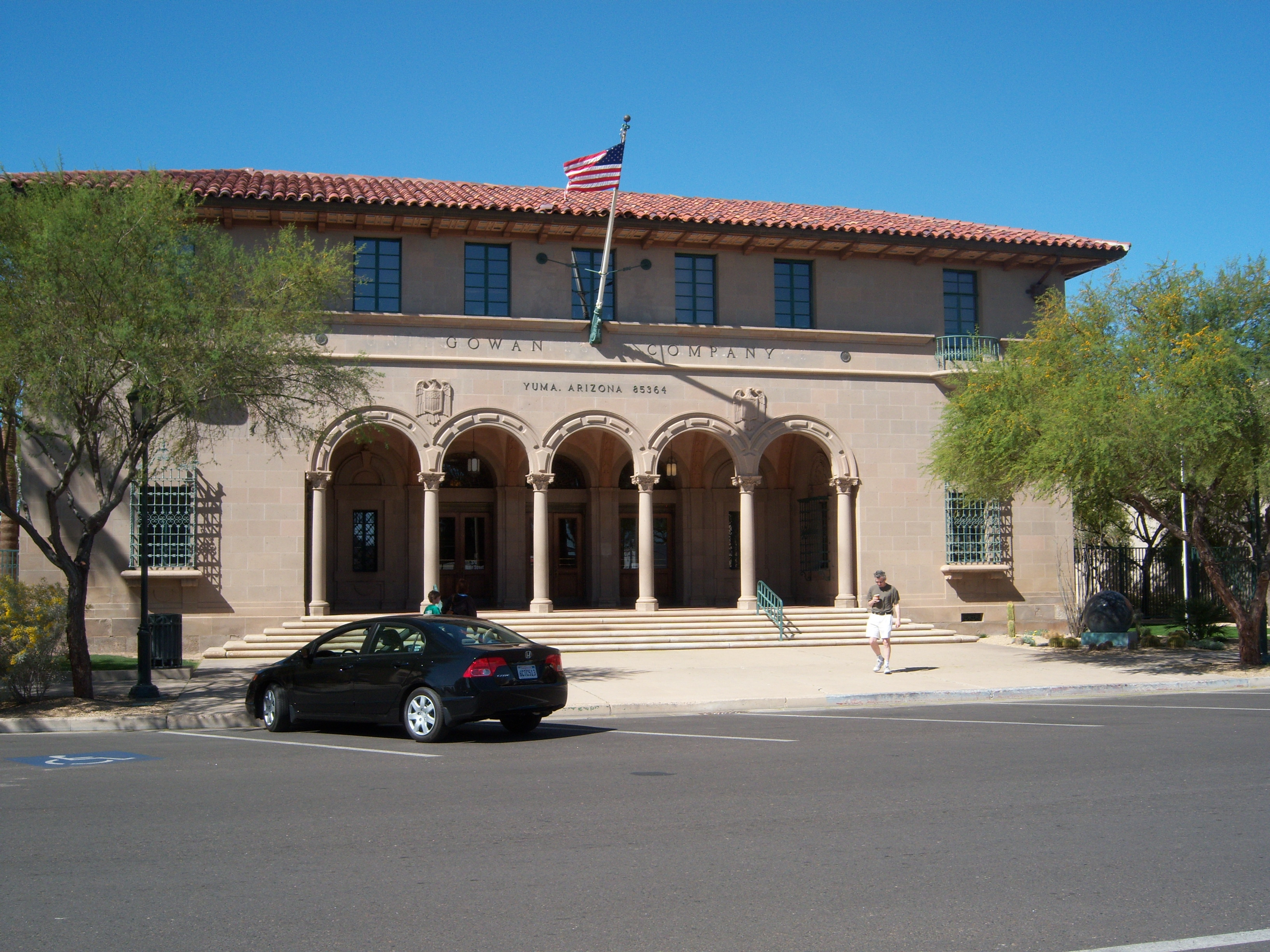

یوما (به انگلیسی: Yuma) از شهرهای مرزی آمریکا، و در جنوب ایالت آریزونا قرار دارد.